# Palicourea formosa
Palicourea formosa är en måreväxtart som först beskrevs av Achille Richard, och fick sitt nu gällande namn av Albert Marie Victor Lemée. Palicourea formosa ingår i släktet Palicourea och familjen måreväxter.
Artens utbredningsområde är Franska Guyana. Inga underarter finns listade i Catalogue of Life.